# 温图高勒苏木
温图高勒苏木是中华人民共和国内蒙古自治区阿拉善盟额济纳旗下辖的一个苏木。
2012年1月20日，内蒙古自治区人民政府批复同意从达来呼布镇划出部分区域，设置温图高勒苏木，辖格日勒图嘎查、巴彦高勒嘎查，苏木人民政府驻伊和扎格敖包。

## 行政区划
温图高勒苏木下辖以下村级行政区划单位：
巴音高勒嘎查和格日勒图嘎查。